# لامبيرتو زاولي
لامبيرتو زاولي (بالإيطالية: Lamberto Zauli) (19 يوليو 1971 بروما في إيطاليا - ) هو مدرب كرة قدم ولاعب كرة قدم إيطالي في مركز الوسط. لعب مع نادي باليرمو ونادي بولونيا ونادي رافينا ونادي سامبدوريا ونادي فيتشينزا ونادي كريمونيسي ونادي مودينا وAlma Juventus Fano 1906 ‏ وايه سي سينتيز ‏ وAC Bellaria Igea Marina ‏ وAssociazione Calcio Crevalcore ‏ وSP Reno Centese ASD ‏.